# Louise Contat

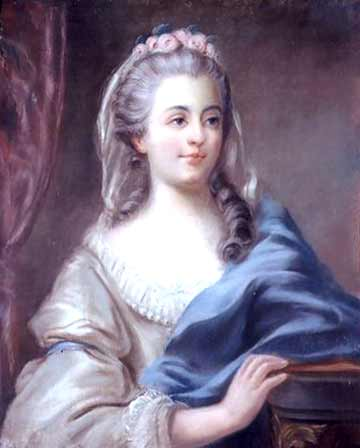
Louise Contat.

Louise Françoise Contat, född 16 juni 1760, död 9 mars 1813, var en fransk skådespelerska. Hon var syster till Émilie Contat.
Contat var 1776–1808 anställd vid Théâtre français, där hon med Suzanne i Figaros bröllop vid dess första framförande 1784 lade grunden till sitt rykte som oöverträffad i framställningen av den muntra och slagfärdiga subretten.